# 飛瀬村
飛瀬村（ひせむら）は、かつて岐阜県武儀郡にあった村である。
現在の関市洞戸飛瀬に該当する。

## 歴史
- 1889年（明治22年）7月1日 - 町村制により、飛瀬村が発足。
- 1897年（明治30年）4月1日 - 片村、市場村、通元寺村、菅谷村、奥洞戸村、下洞戸村、栗原村と合併して洞戸村が発足。同日飛瀬村は廃止。